# 호류지

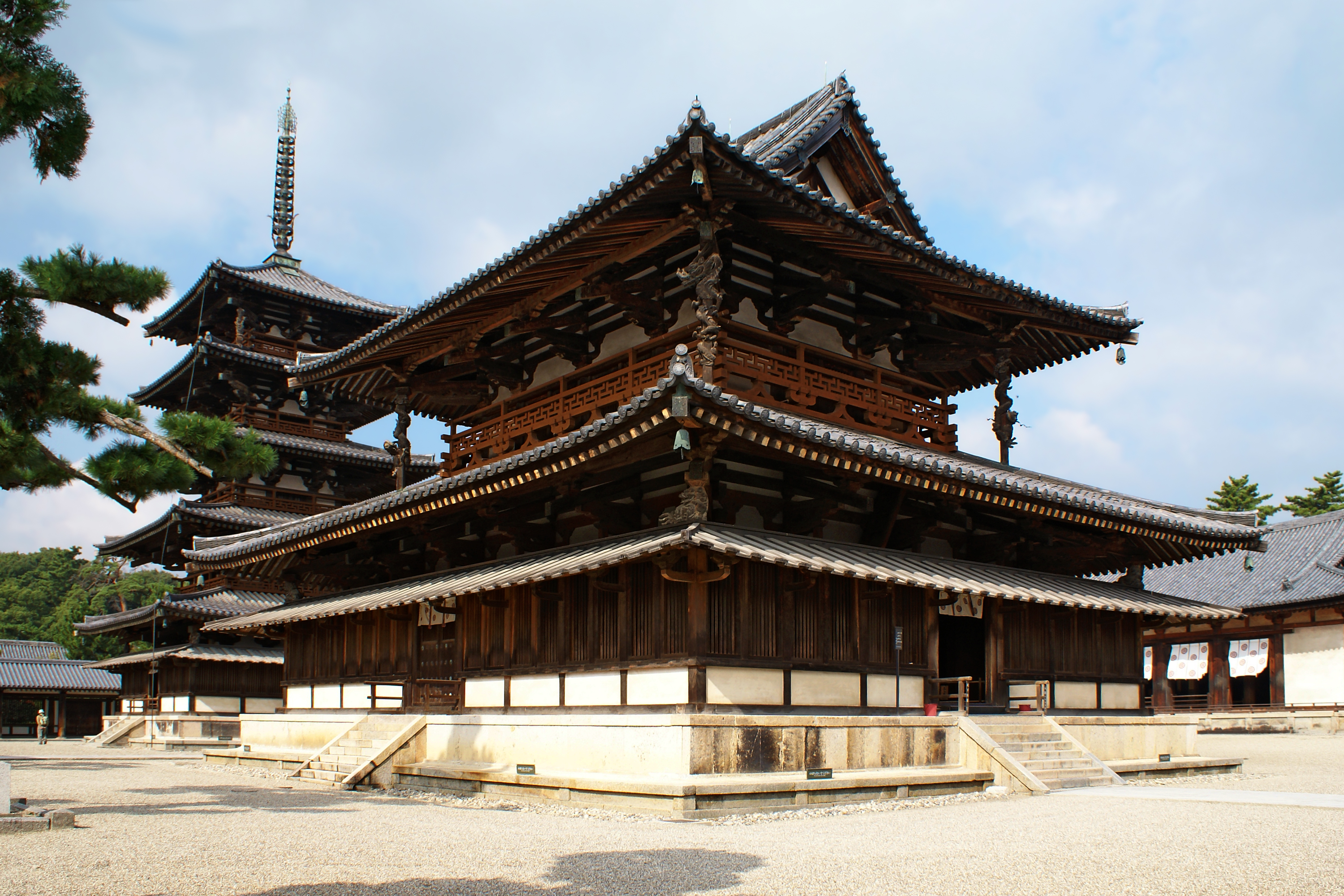
호류지

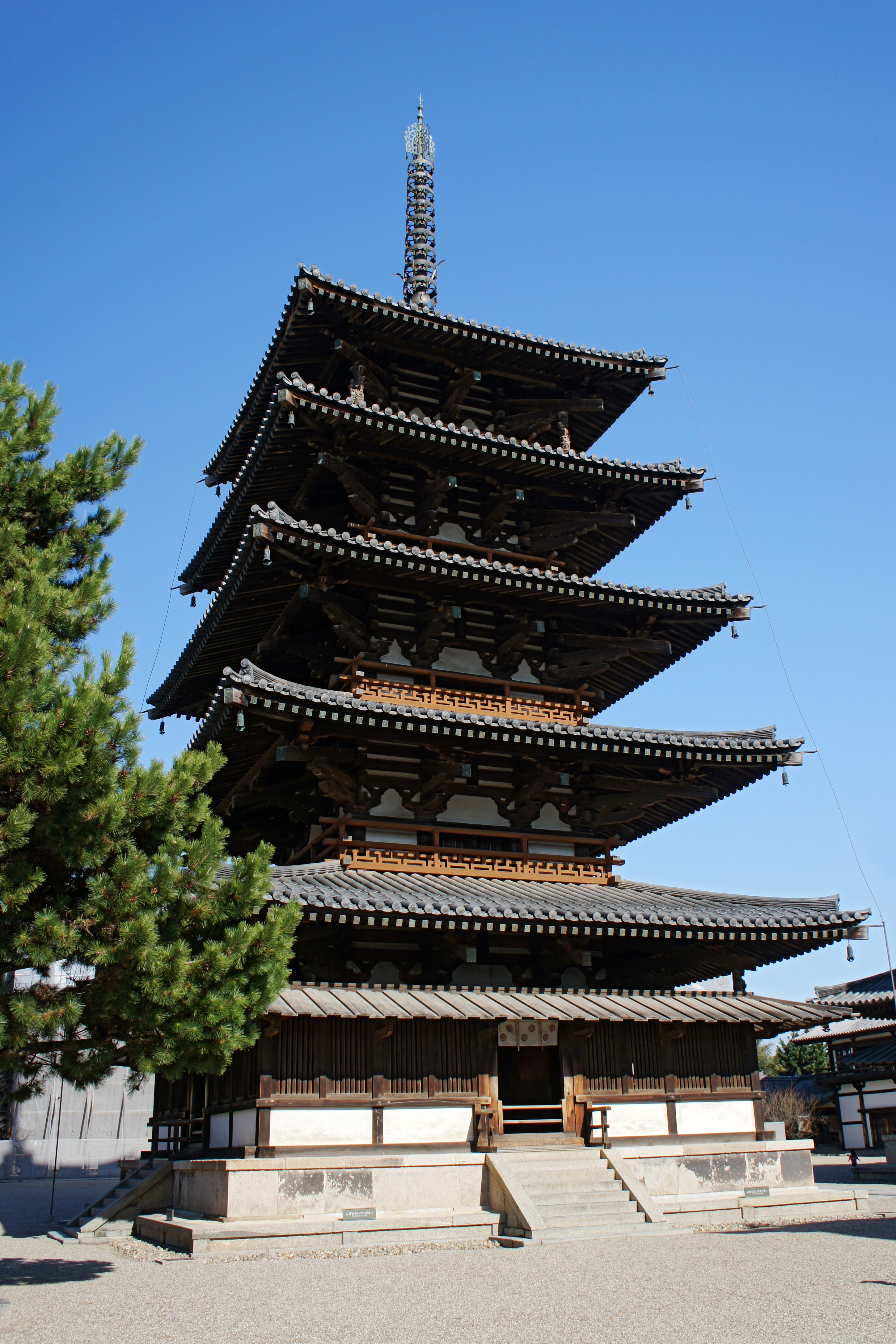
오층탑

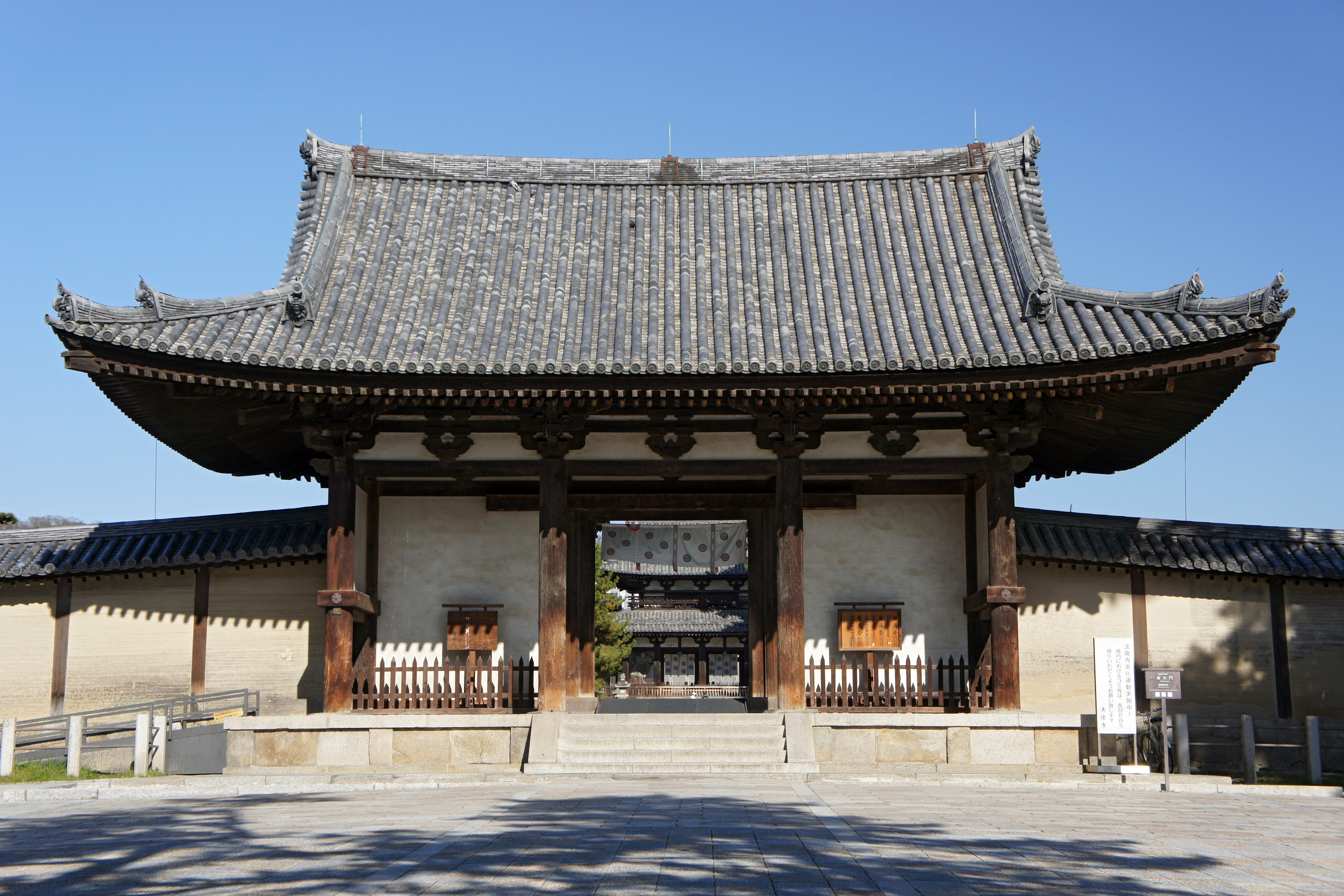
남대문

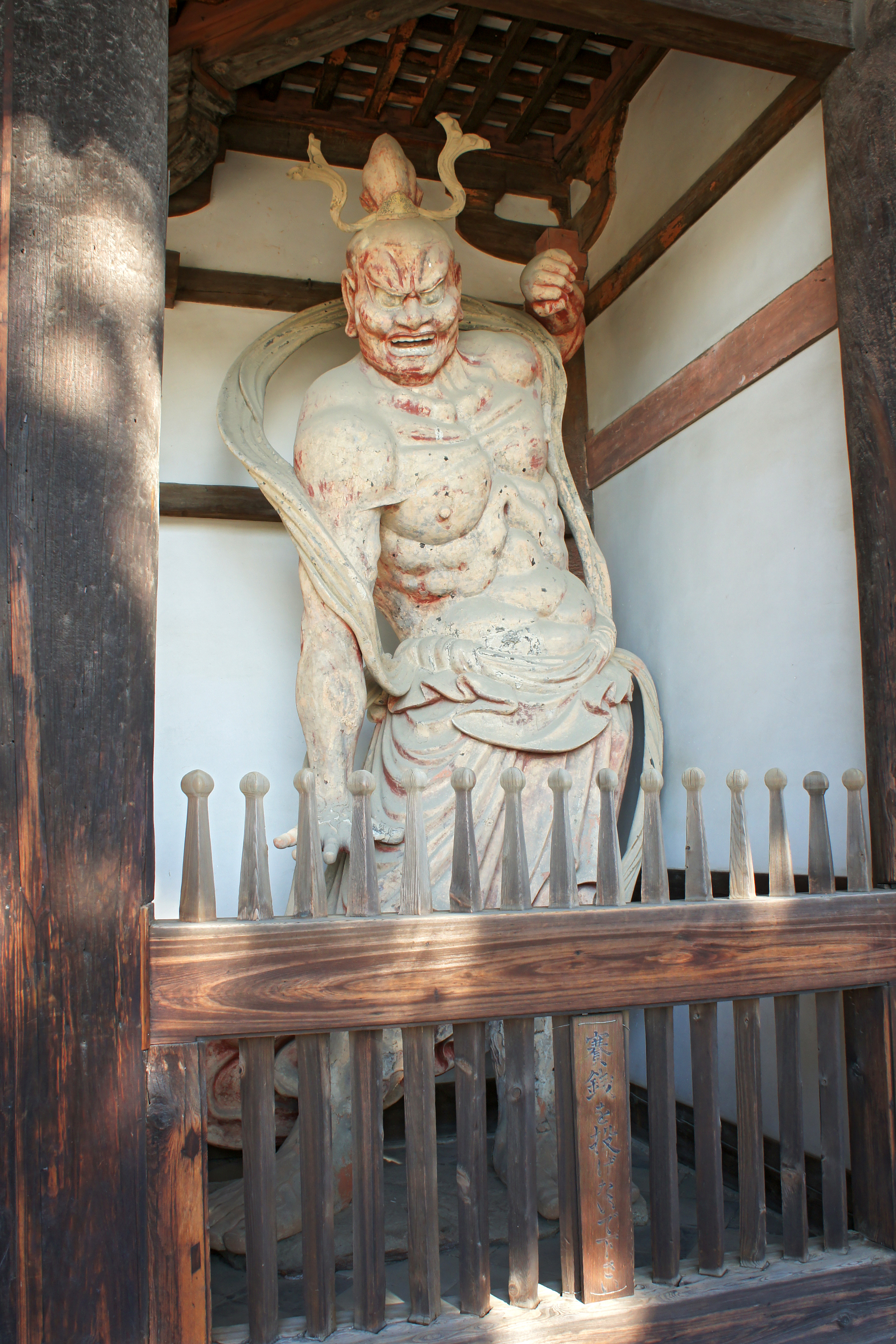
호류지 중문 금강역사

호류지(일본어: 法隆寺, ほうりゅうじ, 법륭사) 또는 호류사는 나라현 이코마군 이카루가정에 있는 성덕종의 총본산이다. 이카루가데라(斑鳩寺, いかるがでら)라고도 한다. 쇼토쿠 태자가 세운 사원으로, 창건시기는 역시 쇼토쿠 태자가 세운 사원인 오사카의 시텐노지가 세워진 지 약 20년 뒤인 607년이라 알려져 있지만 확실한 증거는 없다. 금당, 5중탑 등이 있는 서원(西院)과 몽전 등이 있는 동원(東院)으로 나뉘어 있다. 호류지의 서원가람(西院伽藍)은 현존하는 세계에서 가장 오래된 목조건축물들 중 하나이다. 호류지의 건축물은 호키지와 함께 1993년에 "호류지 지역의 불교건축물"로서 유네스코 세계문화유산으로 등록되었다.

## 기원과 역사

### 창건
호류지에 대해서는 "일본 불교 중흥의 시조인 쇼토쿠 태자가 창건한 사원이다"고 생각하는 것이 일반적·상식적인 견해이다. 쇼토쿠 태자는 수수께끼가 많은 인물로, 20세기 말경부터는 "쇼토쿠 태자는 실제로 존재하지 않았다"는 설이 힘을 얻고 있지만, 이 설에 대해서는 반론도 나와 있다. 《쇼토쿠 태자의 탄생》의 저자인 오야마 세이이치(大山誠一)는 초인적 인물이자 신앙의 대상인 쇼토쿠 태자는 가공의 인물이라고 하면서도, 쇼토쿠 태자의 모델이 된 우마야토노키미란 인물의 존재와 그 인물이 이카루가노미야(斑鳩宮) 및 이카루가데라를 세운 것은 사실로 인정하고 있다.
현존하는 호류지 서원가람은 7세기 말~8세기 초 건립되었다는 것이 정설이고, 이 가람이 세워지기 이전에 소실된 전신격인 사원(이른바 약초가람)이 존재했다는 것도 발굴 조사에서 확인되고 있다. 또한 쇼토쿠 태자의 이카루가노미야 유적이라 불리는 호류지 동원 지하에서도 전신격의 건물 유적이 검출되고 있다. 이상의 사실에서 쇼토쿠 태자의 인물상이 후세의 많이 윤색되어 있다고 하더라도, 그 모델이 된 우마야토노키미에 의해서 7세기 초 이카루가 땅에 본격적인 사원이 운영되고 있었다는 것은 사실로 인정해도 좋다고 생각된다.
통설에 따르면 스이코 천황 9년 (601년), 쇼토쿠 태자는 이카루가 땅에 이카루가노미야를 세우고, 그 근처에 세워진 것이 호류지라고 한다. 금당의 히가시노마(東の間)에 안치된 동조약사여래좌상(국보)의 광배명(光背銘)에는 "요메이 천황이 스스로 병 구완을 위해 가람건립을 발원했으나, 요메이 천황이 얼마 안가 사망했기 때문에 유지를 받든 스이코 천황과 쇼토쿠 태자가 스이코 15년 (607년), 다시금 불상과 절을 완성했다."는 취지의 기술이 있다. 그러나 정사인 《일본서기》에는 (후술할 670년 화재의 기사는 있지만) 호류지의 창건에 대해서는 아무것도 쓰여 있지 않다.
앞에 기술한 금당 약사여래좌상에 대해서는
1. 상 자체의 양식과 주조기법면에서 실제로 제작된 때는 7세기 후반으로 늦춰지는 것으로 보이는 점.
2. 607년 당시 일본에서의 약사여래 신앙 존재가 의문시되고 있다는 점.
3. 금석문 중의 용어에 의문이 더한다는 점.

등의 이유에서, 말 그대로 607년까지 거슬러 올라가 제작된 것이라고는 보이지 않는다. 또한 금당 중앙에 안치된 본존은 "623년에 쇼토쿠 태자의 명복을 빌기 위해 도리(止利)가 만들었다"는 내용의 광배명을 가진 석가삼존상인데, 이것보다 오래된 약사여래상이 히가시노마에 안치되어 보살상 취급을 받고 있다는 점도 의문이다.
이처럼 약간의 확실치 않은 점은 있지만, 호류지의 창건이 7세기 전반 쇼토쿠 태자 생존시까지 거슬러 올라가는 것은 발굴 조사의 결과 등에서도 명백하다. 고교쿠 천황 2년 (643년), 소가노 이루카가 야마시로노오에노미코(山背大兄王)를 습격했을 때에 이카루가노미야는 소실되었지만, 호류지는 이때 무사했던 것으로 생각된다.
《일본서기》27권에 "夏四月癸卯朔壬申 夜半之後 災法隆寺 一屋無餘 (덴치 천황 9년(670년)에 호류지는 한 채도 남김없이 소실되었다.)"는 기록이 있다. 이 기록의 진위성을 둘러싸고, 현존하는 호류지 서원가람은 쇼토쿠 태자 창건시에 세워졌다는 설과 670년에 전소된 후 재건되었다는 설이 첨예하게 대립해, 이른바 "재건·비재건 논쟁"이 일어났다(자세한 것은 후술을 참조). 덧붙여 발굴 조사와 건축용 자재 벌채 연대의 과학적 조사 등의 뒷받침 증거로부터, 현존하는 호류지 서원가람은 670년에 소실한 뒤 재건되었다는 것이 정설로 되어있다.
다만, 고교쿠 천황 2년(643년)의 조구 왕가(上宮王家, 쇼토쿠 태자 일가) 멸망 후 누가 서원가람을 재건했는가 등, 재건의 사정에 대해서는 수수께끼도 많다. 소실 전의 구 가람 (이른바 약초가람)은 현존하는 서원가람의 위치가 아닌 남동쪽으로 꽤 떨어진 곳에 위치해 있었다. 또한 현존하는 서원가람이 거의 남북방향의 중축선을 따라 세워져 있는 것에 비해, 구 가람의 중축선은 북서방향으로 기울어져 있다. 더욱이 현 서원가람이 세워진 땅은 산등성이를 깎고 양쪽의 계곡을 메워 만든 땅이라는 것이라고 알려져 있는데 어째서 대규모 토목공사를 하면서까지 가람의 위치와 방위를 변경했는지 확실하지 않다.
재건시기에 대해서도 명확한 기록은 없지만 현존하는 서원가람의 건축을 보면, 세부의 양식 등에서 금당이 가장 이른 연대로 7세기 말 지토 천황 때 건립되었다고 생각된다. 5중탑이 그 뒤를 잇고 중문, 회랑은 다소 늦게 건축된 것으로 보인다. 《法隆寺伽藍縁起并流記資財帳》에 따르면 중문의 인왕상과 5중탑 1층에 안치된 소조조각군은 와도(和銅) 4년(711년)의 제작된 것으로, 이 즈음에는 서원가람 전체가 완성되었던 것으로 추측된다. 또한 헤이안 시대에 쓰여진《七大寺年表》에는 와도 기간에 호류지가 세워졌다고 기록되어 있다.
한편, 팔각당의 몽전을 중심으로 하는 동원가람은 덴표(天平) 10년(738년)경, 교신(行信) 승도가 이카루가노미야의 옛 터에 태자를 그리워하며 건립한 것이다.
엔초(延長) 3년(925년)에는 서원가람의 대강당, 종루가 소실되고 에이쿄(永享) 7년(1435년)에는 남대문이 소실되는 등, 몇번의 화재를 겪지만, 산 전체가 소실되는 대화재는 겪지 않고 건축물, 불상을 비롯해 각 시대의 많은 문화재를 오늘날에 전하고 있다.
근세에 들어서 게이초기간(17세기 초반)에는 도요토미 히데요리에 의해서, 겐로쿠~호에이 기간(17세기 말~18세기 초)에는 에도 막부 5대 쇼군 도쿠가와 쓰나요시의 생모 게이쇼인(桂昌院)에 의해서 가람의 복구가 행해졌다.
근대에 들어서는 폐불훼석의 영향으로 절을 유지하기가 곤란해져 1878년(메이지 11년)에는 관장 千早定朝의 결단으로 쇼토쿠 태자의 화상(唐本御影도혼미에이)을 비롯한 300여점의 보물을 당시 황실에 헌납해 금 1만엔을 하사받았다. 이 보물들은 "호류지 헌납 보물"로 불려 그 대부분은 도쿄 국립 박물관의 호류지 보물관에 보관되어 있다.
1934년(쇼와 9년)부터 "쇼와 대보수"가 시작되어 금당, 5중탑을 비롯한 여러 건물의 수리가 행해졌다. 쇼와 대보수는 제2차 세계 대전을 끼고 반세기가량 계속되어, 1985년(쇼와 60년)에 이르러서야 겨우 완성 기념 법요가 행해졌다. 이 사이에 1949년(쇼와 24년)에는 수리 해체중인 금당에서 화재가 발생해, 금당 1층 내부의 기둥과 벽화가 손상되었다. 이 일을 계기로 문화재보호법이 제정되었다는 사실은 잘 알려져 있다. 1950년에 법상종에서 독립했다.
1981년(쇼와 56년)부터는 "쇼와 자재부 조사"로서 절 내의 많은 문화재의 재조사가 실시되어, 새로운 사실을 많이 발견했다. 조사의 성과는 《호류지의 소중한 보물 - 쇼와 자재부》란 책으로 쇼가쿠칸에서 간행되고 있다.

## 건축

### 전체적인 배치

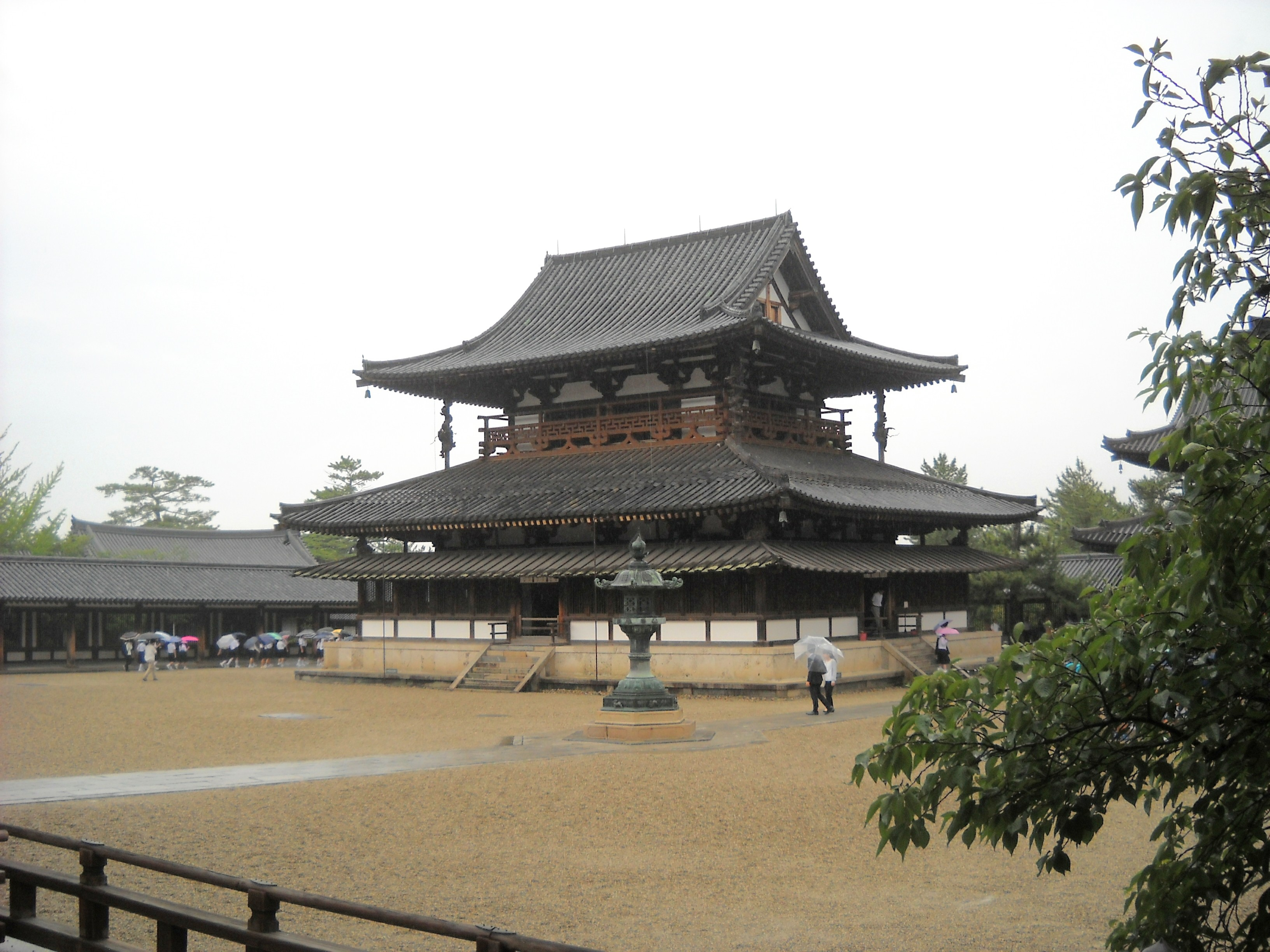
호류지의 금당

현재 호류지는 서원과 동원, 이 두 영역으로 나뉘어 있다. 서원에는 금당(金堂)과 오층탑이 있고, 동원에는 몽전(夢殿)이 위치한다. 동원과 서원은 서로 약 122m 정도 떨어져 있고 승려의 주거지, 도서관, 강의실, 식당 등의 건물들이 따로 건립되어 있다.

### 특성
현재 호류지의 건축 특성은 한국의 삼국시대, 그 중 특히 백제의 영향을 강하게 받았다. 또한 한나라와 북위의 영향도 받아 지어졌다. 이 중국식 건축 방식은 백제를 통한 해상 무역으로 인해 일본으로 전래된 것이다. 다만 백제의 영향을 강하게 받은 시텐노지와는 다르게, 호류지는 정문 뒤에 탑과 금당이 각각 서쪽과 동쪽에 배치되어 있는 구조인데, 이를 동전서탑(東殿西塔) 구조라고 한다. 호류지는 여러 번 개축 공사를 거치면서, 초기 아스카 시대의 건축 양식을 독특한 방식으로 발전시킨 모습이 되었고, 개중에는 심지어 호류지만의 독특한 건축 양식도 있다. 개중 금당과 탑 1층 아래에 낮게 덧댄 차양 부분은 8세기의 나라 시대의 양식을 받아들인 것이고, 2층에 있는 나무로 깎은 용모양 기둥도 17세기 말에 하중을 견디기 위해 새로 세운 것이다.

### 탑
탑은 사찰의 서원에 위치해 있다. 총 5층으로 구성되어 있는 이 탑은 그 높이가 32.45m이고, 현존하는 가장 오래된 목조 건물들 중 하나이다. 목탑의 중앙에는 거대한 심주(중앙 기둥)가 있는데, 연대 측정 결과 약 594년에 만들어진 것으로 추정되었다. 이 중앙 기둥은 기반석 아래로도 3m 정도 박혀있어 탑이 바람에 흔들리지 않도록 했다. 목탑 하부 부분에는 부처의 사리가 함께 묻혀져 있고, 그 주위에는 부처의 삶을 묘사한 네 개의 벽화가 사면을 둘러싸며 그려져 있다. 또한 탑이 5층 건물이기는 하지만, 실제로 위로 올라갈 수는 없는 구조로 지어져 있다.

### 금당
금당은 탑과 함께 사찰의 서원에 위치해 있다. 이 또한 세계에서 가장 오래된 목조 건물들 중 하나인데, 가로 18.5m이고 세로로 15.2m이다. 금당은 총 2층으로 지어져 있는데, 1층에는 한 겹의 지붕이 추가적으로 지어져 있어 마치 3층인 것처럼 보인다. 이 추가적 지붕은 8세기 나라 시대에 지어진 것인데, 당시 1층의 기와지붕이 위의 하중을 이기지 못하고 점차 벌어지기 시작했기 때문이다.
1949년 1월, 금당에 화재가 발생하여 금당 본전과 그 안에 있던 벽화가 불타버렸다. 금당의 벽화 중에서는 유명한 고구려의 승려 화가 담징이 그린 것도 있었는데, 이 벽화도 1948년의 화재로 인해 함께 불타고 말았다. 전소한 금당을 복원하는 작업은 1954년에 완료되었고, 원래 건물에 쓰였던 목재의 약 15~20%가 남아 현재까지 전해져 내려오는 것으로 알려졌다. 불타버린 목재들은 따로 보관되어, 미래에 있을지도 모르는 추가적인 연구 조사를 위해 보존되어 있다.

### 몽전

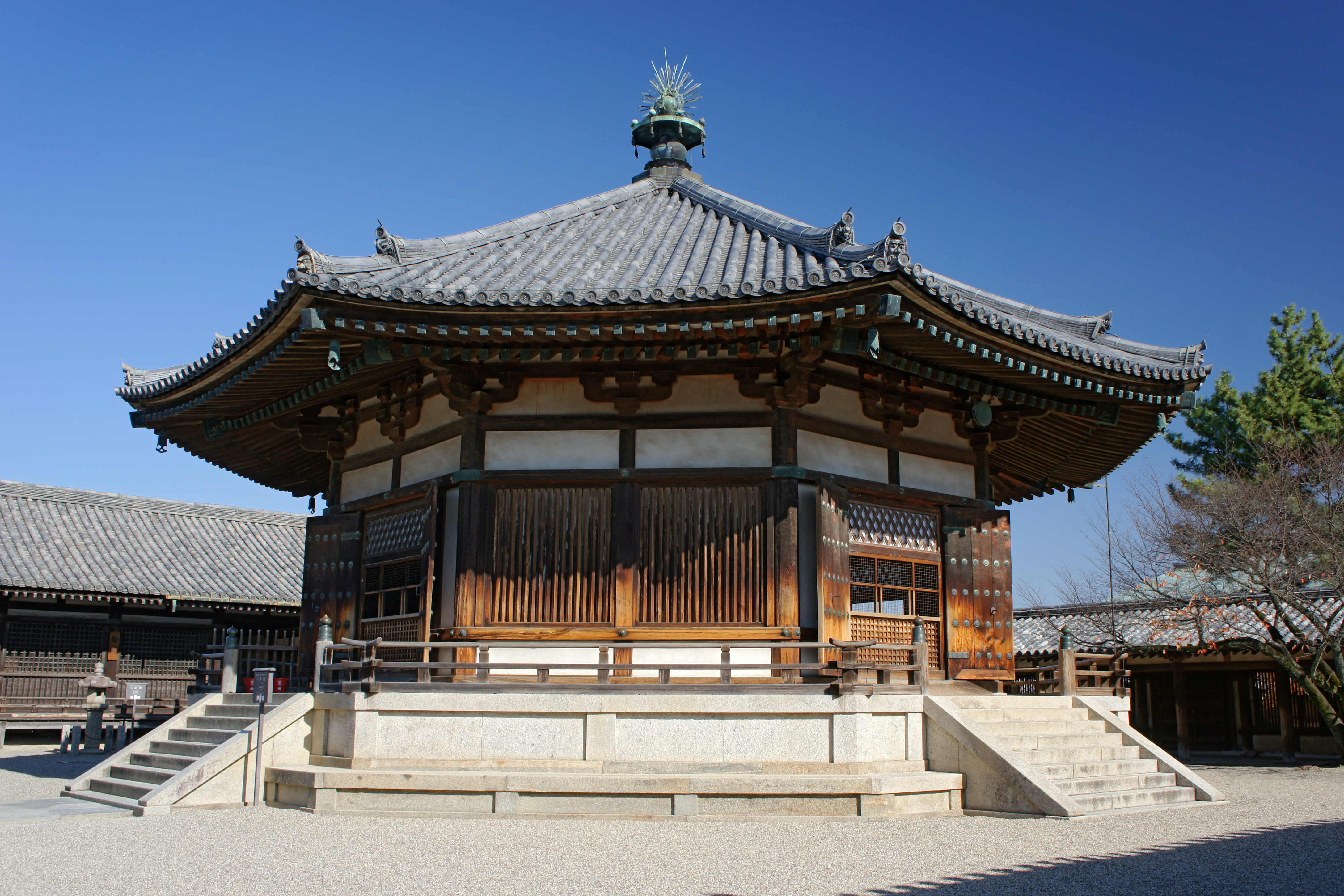
호류지의 몽전

몽전은 사찰의 동원 부분에 위치해 있다. 몽전은 쇼토쿠 태자가 세운 이카루가노미야의 터에 세워진 건물인데, 현재 세워진 몽전 건물은 739년에 세워진 것으로, 쇼토쿠 태자의 넋을 기리는 용도로 사용되었다. 현재 불리는 '몽전'이라는 이름은 헤이안 시대에 붙여진 것인데, 이는 쇼토쿠 태자가 이 곳에 있던 정자에서 명상을 하던 도중 부처를 만났다는 전설에서 기인한 이름이다. 몽전에는 비불 하나가 안치되어 있는데, 이름은 구세관음상이다. 이 구세관음상은 메이지 시대까지도 공개하지 않다가, 현재는 봄과 가을의 특별 관람 기간에만 대중들에게 공개한다.

## 갤러리

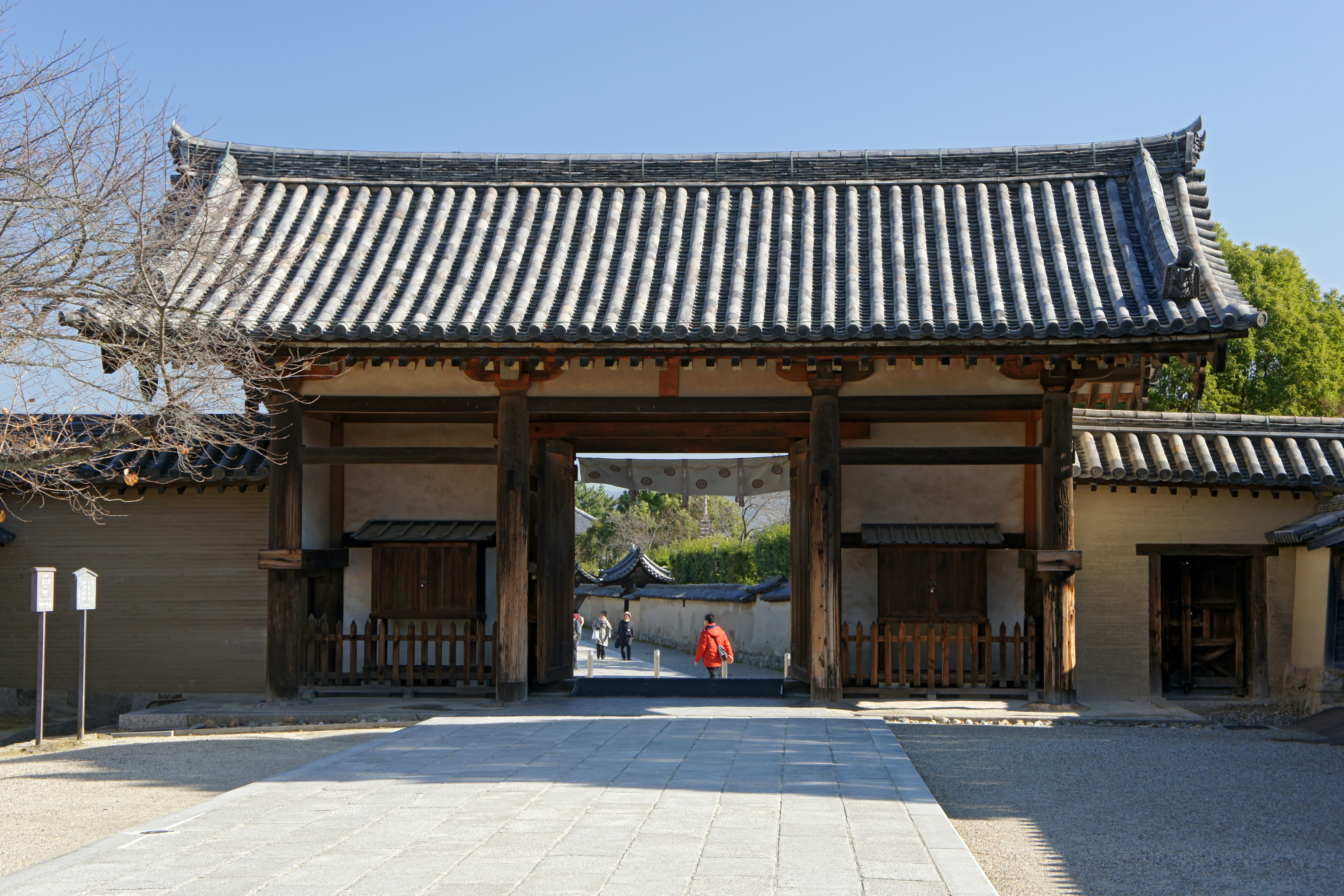
동대문
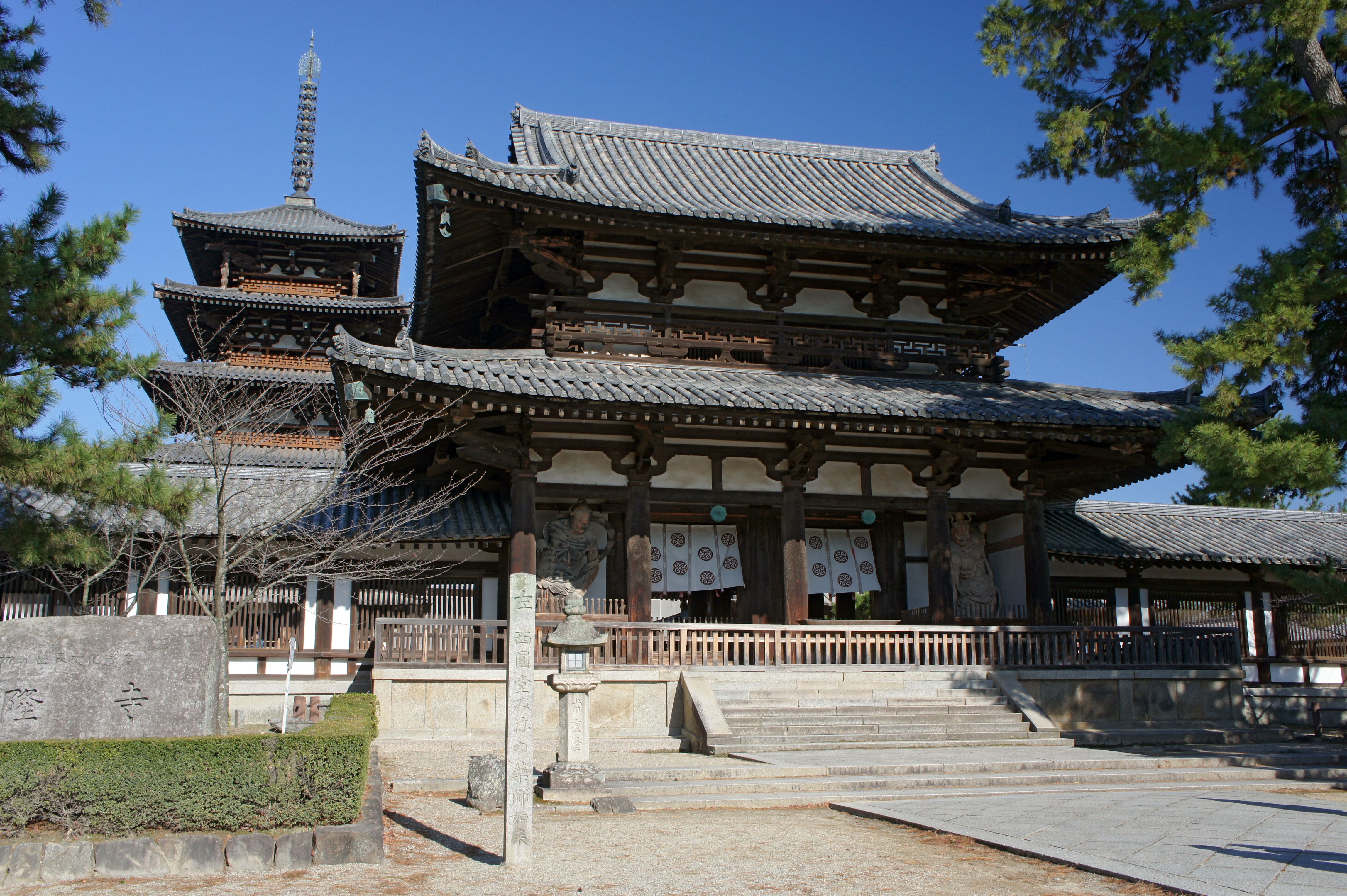
중문
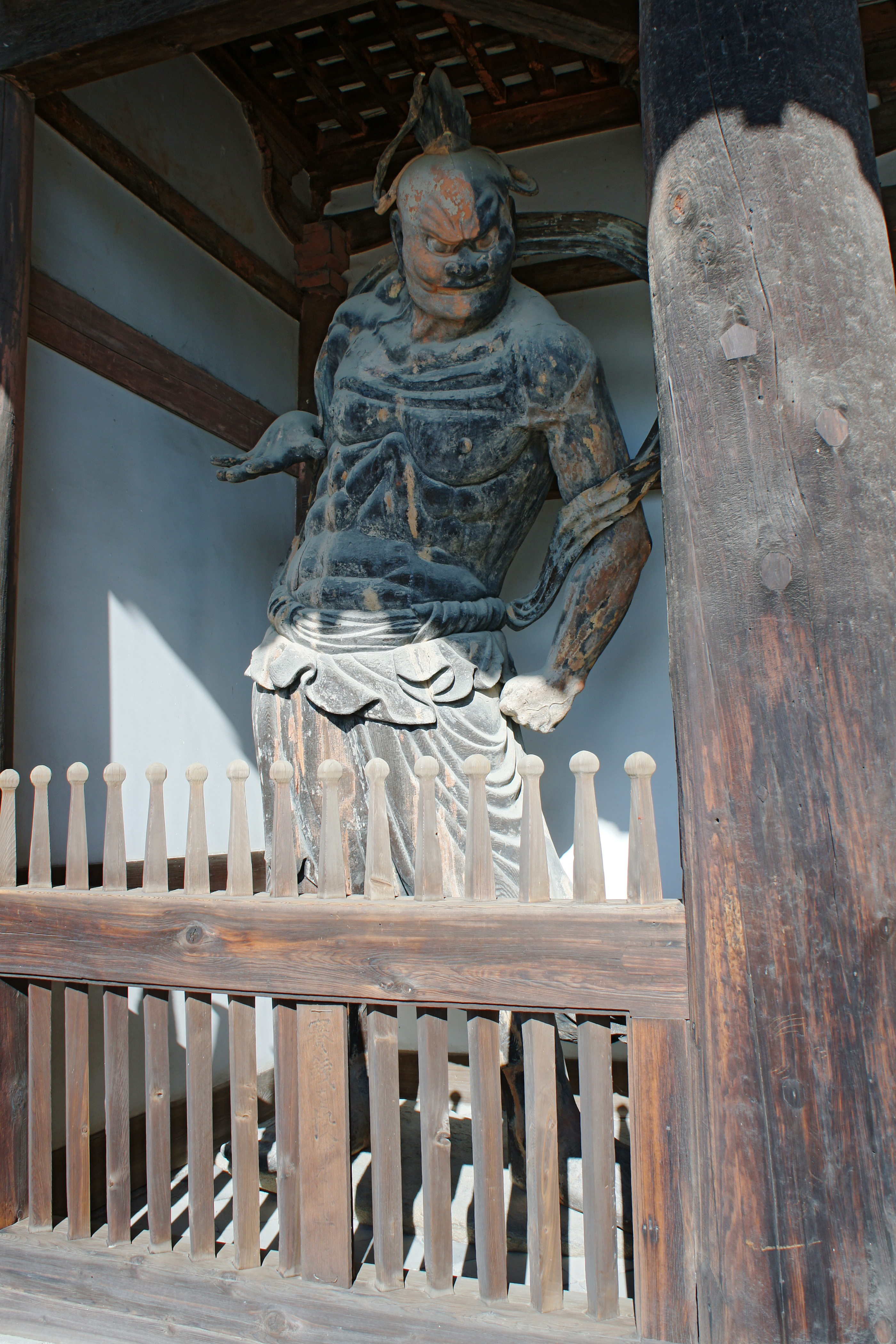
호류지 중문 금강역사
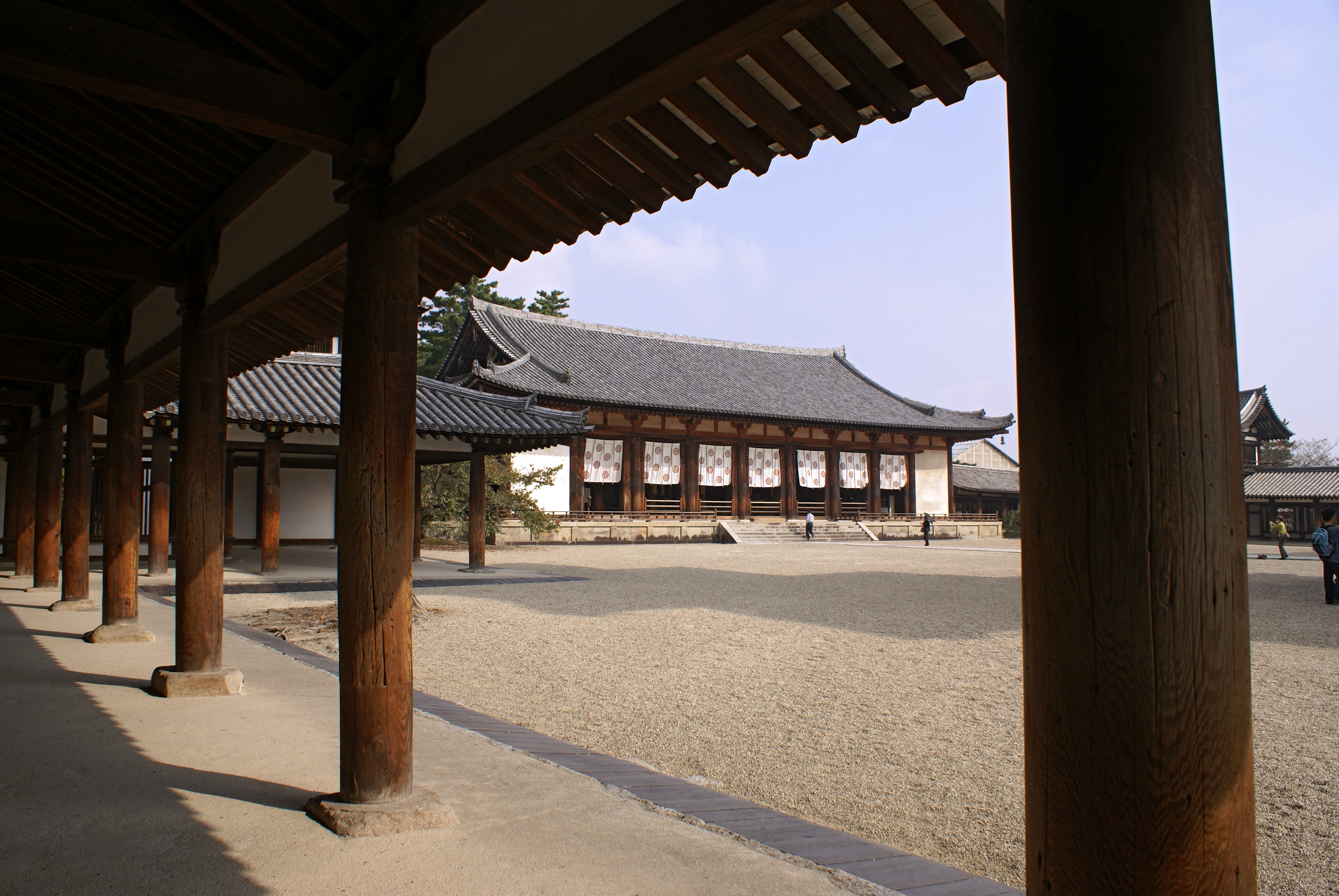
회랑
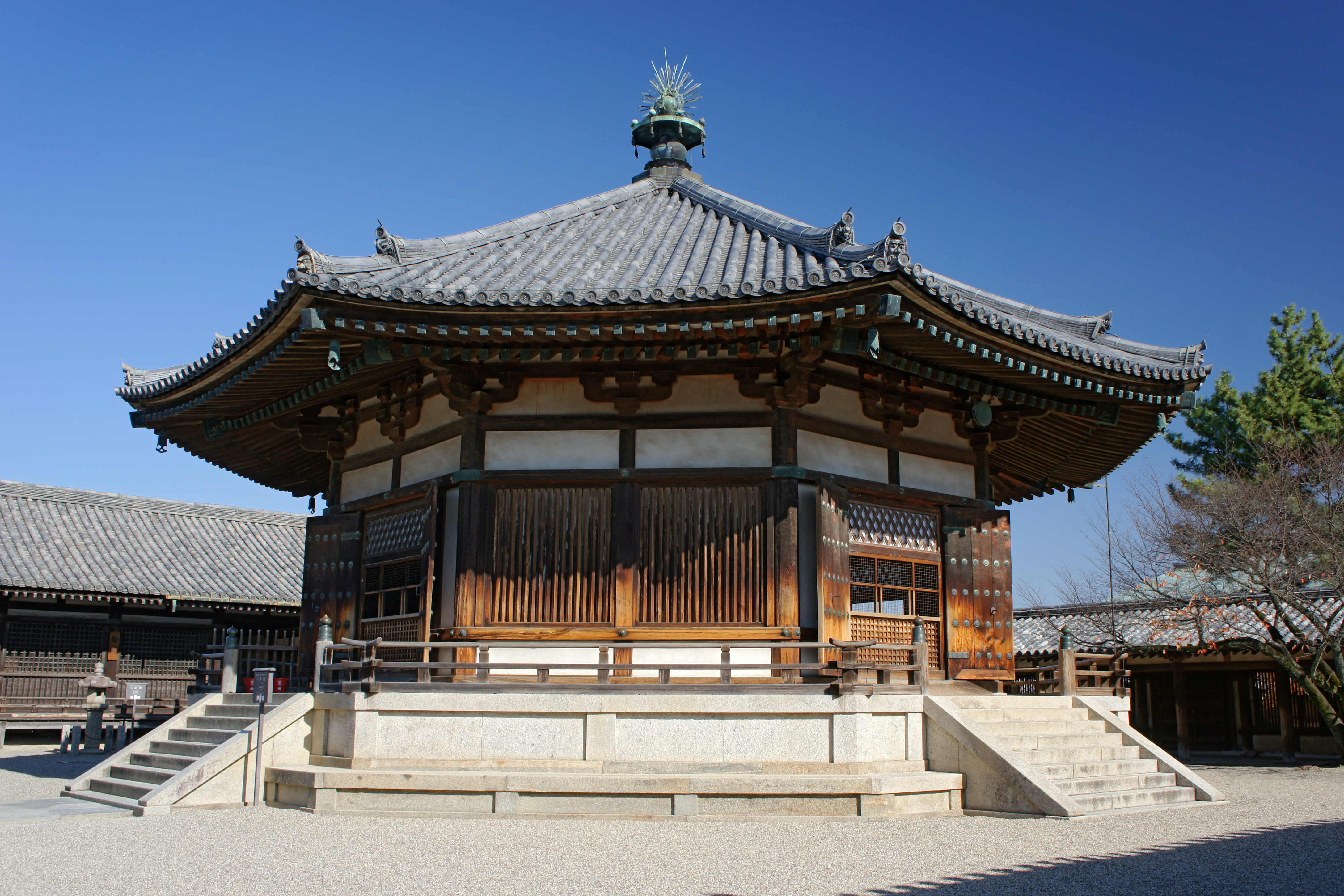
유메도노

## 같이 보기
- 호류사 지역의 불교기념물
- 호키지
- 마사오카 시키
- 남도 7대사
- 일본의 관광